# Джек Мей (тенісист)
Джек Мей (англ. Jack May; 17 листопада 1925 — 10 серпня 2012) — колишній австралійський тенісист.
Найвищим досягненням на турнірах Великого шолома був фінал в змішаному парному розряді.

## Досягнення
- Понад 200 разів вигравав турніри в Австралії (зафіксовано перемоги над Доном Кенді, Кеном Роузволлом, Френком Седжменом і Джоном Ньюкомбом)
- Виграв Sydney в одиночному розряді 13 разів
- Виграв Sydney у парному розряді 11 разів[1]
- Виграв Northern Suburbs в одиночному розряді 11 разів
- Виграв Northern Suburbs у парному розряді 10 разів[2]

### Фінали турнірів Великого шолома
| Результат | Рік  | Турнір              | Покриття | Партнер      | Суперники                         | Рахунок       |
| --------- | ---- | ------------------- | -------- | ------------ | --------------------------------- | ------------- |
| Поразка   | 1951 | Чемпіонат Австралії | Трава    | Клер Проктор | Телма Койн-Лонґ Джордж Вортінгтон | 4–6, 6–3, 2–6 |